# Juan Alonso Pérez de Guzmán
Juan Alonso Pérez de Guzmán (né le 24 juin 1285 à Ceuta et mort en 1351 à Jerez de la Frontera), 2e Seigneur de Sanlúca et maire (alcalde mayor) de Séville était un noble castillan de la maison de Medina Sidonia.